# Efecto riqueza
El efecto riqueza también denominado efecto de saldos reales y efecto Pigou es un término empleado para referirse al fenómeno económico consistente en el incremento del gasto y, por ende, de la producción, que acompaña al solo hecho de creerse más rico, se haya o no incrementado objetivamente la riqueza. Es decir, el consumidor, a igualdad de precio, demanda más cuanta más riqueza posee, desplazándose la totalidad de la curva de la demanda a la derecha.

## La reversión del efecto riqueza
El efecto riqueza implica cambios en la cantidad y composición del consumo. Pero, dada la aversión a las pérdidas (loss aversion), que sesga toda decisión humana, la reversión del efecto riqueza provoca una vuelta para atrás más allá del punto de partida.